# نیاد (قمر)

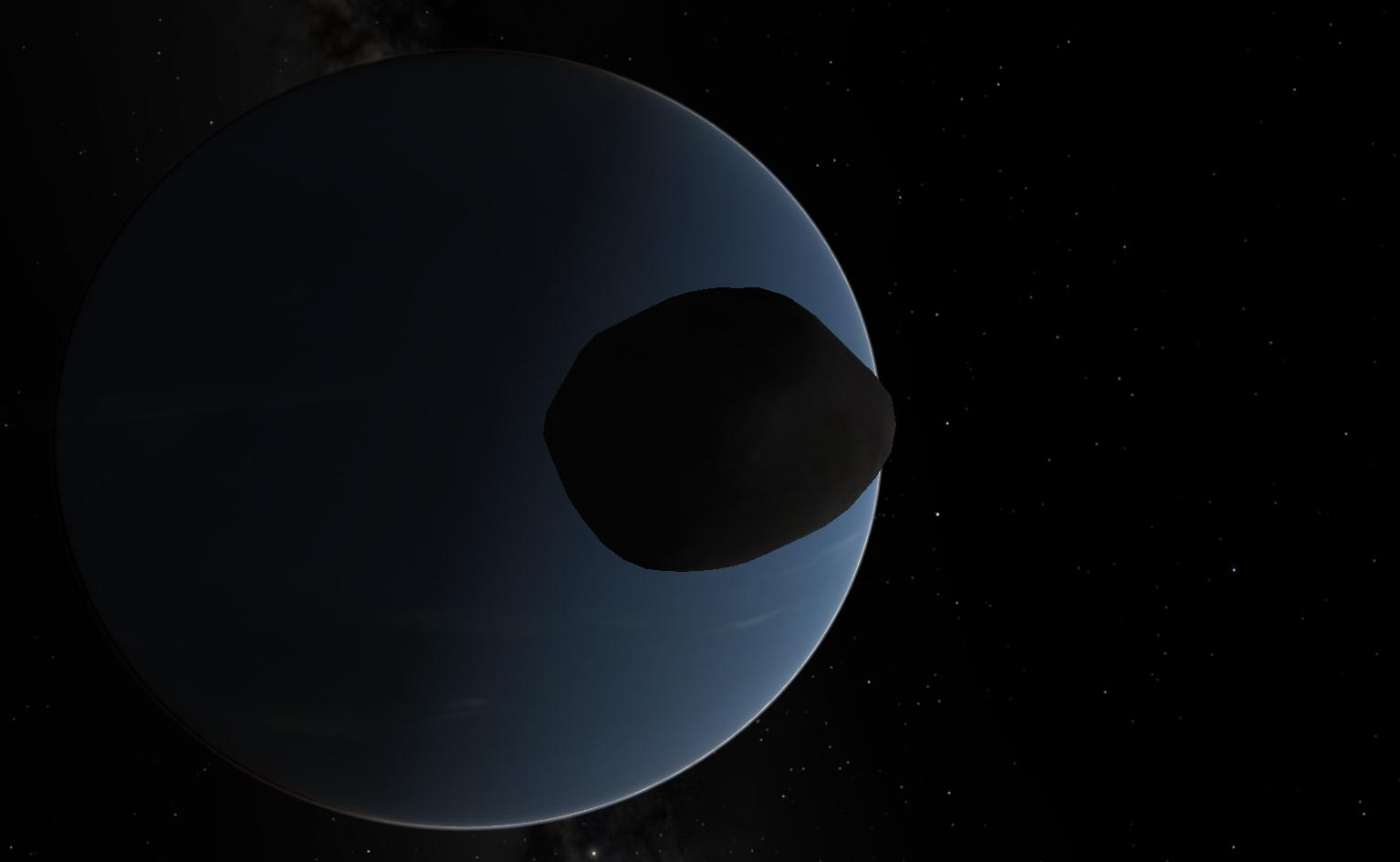
یک تصویر شبیه‌سازی شده از نیاد، نپتون و خورشید.

نیاد (ˈneɪəd یونانیΝαϊάδ-ες), که با نام نپتون III شناخته می‌شود، داخلی‌ترین ماه طبیعی نپتون است که از نام اسطوره یونانی نیاد نام گرفته است.